# Punta de Gando
Punta de Gando är en udde i Spanien.   Den ligger i provinsen Provincia de Las Palmas och regionen Kanarieöarna, i den sydvästra delen av landet, 1 800 km sydväst om huvudstaden Madrid. Punta de Gando ligger på ögruppen Kanarieöarna.
Terrängen inåt land är platt åt sydväst, men åt nordväst är den kuperad. Havet är nära Punta de Gando österut. Närmaste större samhälle är Las Palmas de Gran Canaria, 19,5 km norr om Punta de Gando. 